# 990-е годы до н. э.
990-е (девятьсо́т девяно́стые) го́ды до на́шей э́ры по пролептическому юлианскому календарю — промежуток времени с 1 января 999 года до н. э. по 31 декабря 990 года до н. э., включающий с 999 по 991 годы 1-го десятилетия  и 990 год 2-го десятилетия X века 1-го тысячелетия до н. э. Им предшествовали 1000-е годы до н. э., за ними следовали 980-е годы до н. э. Они закончились 3015 лет назад.

## Датированные события
999 год до н. э.
- Китай (датировка по гл. 33 «Ши цзи»): — умер Лу-гун (то есть луский князь) Бо-цинь (сын Чжоу-гуна), ему наследовал сын Цю (Као-гун, эра правления 998—995)[1].

996 год до н. э.
- Китай (по одной из датировок, по другим — 985 или 967 до н. э.; в надписях на бронзовых сосудах упомянут 35 год Кан-вана[2] — умер царь Чжоу Кан-ван, ему наследовал сын Ся (Чжао-ван, эра правления 995—977).

995 год до н. э.
- Китай: умер князь Лу Као-гун, ему наследовал младший брат Си (Ян-гун, эра правления 994—989, согласно «Хань шу», он правил 60 лет, что легендарно)[3].

993 год до н. э.
- Аменемопет наследовал Псусеннесу I как правитель Египта.

992 год до н. э.
- Умер фараон XXI династии Аменемопет, на престол взошёл Осоркон Старший.
- В этом году (по другим данным — в 991 до н. э.) умер верховный жрец Амона Менхеперра, жрецом стал его сын Смендес II, или Несубанебджед II.

990 год до н. э.
- Египет: в этом году или ранее (так как он был современником фараона Аменемопе) умер верховный жрец Амона Несубанебджед II, жрецом стал его младший брат Пинеджем II.
- В Спарте завершилось правление Эхестрата из рода Агиадов и Эврипонта из рода Эврипонтидов.
- Ближний Восток: в Тире началось правление Абибаала.